# Csányi Mátyás (zenész)
Csányi „Matyi” Mátyás (Budapest, 1929 – Augsburg, Nyugat-Németország, 1980) dzsesszhegedűs, -gitáros.

## Élete
Csányi Mátyás (eredeti neve Csányi Ernő) cigányzenész családból származott. Először hegedülni tanult, később gitáron is kiváló muzsikussá vált. Már 5 évesen hegedült „A címzett ismeretlen” című film egyik jelenetében, egy másik hasonló korú kisfiúval. 9 éves korában a 24 tagú Rajkó zenekart vezette. 17 éves korától elsősorban jazzt és tánczenekarokat vezetett, de klasszikus zenei darabokat is magas színvonalon adott elő. Hangszerelőként is hamar nevet szerzett magának. 1960-ban Vico Torrianival Bécsbe utazott és ezután ott élt. Bécsben a nemzetközi hírű jazz klarinétos Fatty George zenekarába került. 1965-ben Hamburgban megnyerte a „Jazzhegedű-király” versenyt. Rendszeresen játszott a Bécsben fellépő amerikai világsztárokkal. Egyebek közt muzsikált Oscar Petersonnal és Duke Ellington zenekarának tagjaival is. 1980-ban Augsburgban hunyt el.

## Hang és Kép
- Vienna - Fatty George TV Show. YouTube
- Címzett Ismeretlen című filmből jelenet Csányi Matyi kisgyerek szerep. YouTube